# Семья Гитлера
Семья Адольфа Гитлера происходила из нижнеавстрийского Вальдфиртеля и осела в Браунау-ам-Инн.

## Этимология
Гитлер (нем. Hitler) — один из вариантов написания фамильного имени Гидлер (Hiedler) предков Адольфа Гитлера, который первоначально употреблял его отец Алоис Гитлер. Гидлер произошло от гидль (Hiedl), слова из баварского и австрийского диалекта, который означает подземный водяной источник или река.

## Предки
Адольф Гитлер был третьим из шести детей в семье таможенного служащего Алоиса и Клары Гитлеров (девичья фамилия — Пёльцль). Ещё до рождения Гитлера его старший брат и сестра умерли. Адольф Гитлер описывал своего отца как строгого и вспыльчивого человека.
Когда Алоису было пять лет, его мать, Анна Мария Шикльгрубер, вышла замуж за Иоганна-Георга Хидлера, которого Адольф Гитлер позднее официально считал своим дедом. Мать Алоиса умерла, когда последнему было 9 лет, и мальчика, носившего тогда фамилию матери Шикельгрубер (нем. Schicklgruber), отправили жить на ферму младшего брата Иоганна-Георга — Иоганна-Непомука Хиллера. Тот оставил Алоису наследство. По предположениям многих историков, биологическим отцом Алоиса в действительности был либо Иоганн-Георг, либо Иоганн-Непомук, что скрывали во избежание скандала, потому что Иоганн-Непомук был женат, в момент рождения Алоиса. Доказательств этой версии нет. Иоганн-Непомук также являлся дедом по материнской линии матери Адольфа Гитлера, Клары, что, предположительно, делает брак родителей Гитлера близкородственным. В возрасте 39 лет, почти через два десятилетия после смерти Иоганна-Георга, Алоис смог убедить приходского священника изменить запись о его крещении, указав Иоганна-Георга в качестве его отца. По неизвестным причинам в официальных документах фамилия была записана как Гитлер. Мемуары адвоката Адольфа Гитлера Ганса Франка популяризировали миф о еврейском происхождении Гитлера, согласно которому Анна Мария Шикльгрубер работала служанкой у некой еврейской семьи Франкенберг и забеременела от члена этой семьи.
Почему в именном списке 1876 года указана фамилия Гитлер, а не Гидлер или Гюттлер, выяснить не удалось. Вольфганг Здрал упоминал в своей книге, что, возможно, это было «фонетическое непонимание» нотариуса, который записывал фамилию со слуха. Во всяком случае Здрал указал Гитлер как «сознательный выбор, потому что Алоис неправильную подпись никогда не оспаривал».

## Братья и сёстры
В браке у Алоиса и Клары Гитлер родилось шестеро детей, из которых четверо умерли в раннем возрасте; взрослыми стали лишь Адольф и самая младшая — Паула:
- Густав (17 мая 1885 — 9 декабря 1887), умер от дифтерии;
- Ида (23 сентября 1886 — 22 января 1888), также умерла от дифтерии;
- Адольф (20 апреля 1889 — 30 апреля 1945), совершил самоубийство;
- Отто (17 — 23 июня 1892), умер от гидроцефалии[2][3];
- Эдмунд[порт.] (24 марта 1894 — 29 июня 1900), умер от кори;
- Паула (21 января 1896 — 1 июня 1960), умерла от рака желудка.

Живя в Вене, Паула поменяла фамилию на Вольф (нем. Wolff) по настоянию своего брата Адольфа. Какими были изначальные отношения между ними — неизвестно. Есть доказательства того, что Адольф Гитлер позже старался материально обеспечить Паулу. Паула оставалась незамужней, таким образом на сегодняшний день нет ни одного прямого потомка Алоиса и Клары. Сам же Адольф Гитлер женился на Еве Браун незадолго до их совместного самоубийства. Существует теория, по которой Гитлер, будучи участником Первой мировой войны, имел роман с Шарлоттой Ойдокси Алида Лобжойе, тогда у неё появился внебрачный сын Жан Лоре; эта теория считается маловероятной, так как выступал с ней, по существу, только Вернер Мазер.

## Бывшие жёны отца и их потомки
Клара Пёльцль была третьей женой Алоиса Гитлера. В 1875 он женился на четырнадцатилетней Анне Гласль-Хёрер. Брак был бездетным, вскоре он развёлся. В 1883 году Алоис женился на Франциске Матцельшбергер, которая была моложе него на 24 года, а ещё до брака родился Алоис Гитлер-младший (1882—1956), в 1884 году у них родилась дочь Ангела Гитлер. Франциска умерла спустя короткое время от туберкулёза. В начале 1885 года Алоис женился на Кларе Пёльцль. Дети от второго и третьего брака выросли в Браунау в том же доме.

### Фамильная ветвь Алоиса-младшего
Алоис Гитлер-младший (13 января 1882, Вена — 20 мая 1956, Гамбург; при рождении Матцельсбергер (нем. Matzelsberger), после брака родителей получил фамилию Гитлер, после 1945 Гиллер) пошёл своим путём: выучился на инженера, был судим за кражу, приговорён к тюремному заключению. После выхода на свободу переехал в Лондон, женился на ирландке Бриджет Доулинг (англ. Bridget Dowling), от которой родился сын Уильям Патрик Гитлер. В 1915 году Алоис со своей семьёй вернулся в Австрию, где повторно женился на женщине по имени Хедвиг Хайдеманн (нем. Hedwig Heidemann), в 1923 году у них родился сын Генрих Гитлер. В книге Моя борьба Алоис-младший не упоминается, во время правления Адольфа Гитлера контактов между ними не было. Алоис-младший перебивался случайными заработками, затем имел ресторан в Берлине. После войны изменил имя на Алоис Гиллер. Умер 20 мая 1956 года в Гамбурге.
Отношения между Адольфом Гитлером и его племянником Уильямом Патриком Гитлером (12 марта 1911, Ливерпуль — 14 июля 1987) также были непростыми. После прихода нацистов к власти, Уильям Патрик переехал из Англии в Германию, надеясь извлечь пользу из личных отношений с диктатором. При этом была попытка шантажа со стороны Уильяма Патрика по прибытии в Германию, возможно он угрожал публично раскрыть семейные тайны, но через некоторое время вернулся в Англию, а в 1939 году эмигрировал в США, где его отношения с диктатором стали достоянием СМИ, чем он желал воспользоваться. В 1944 году он вступил в ВМС США. После отставки в 1947 году он больше не выходит на контакт с медиа. Его политическая позиция остаётся неясной; принял имя Стюарт-Хьюстон (англ. Stuart-Houston), которое написано на его могильном камне в Лонг-Айленде); созвучие с Хьюстон Стюарт Чемберлен некоторые историки связывают с доказательством близости его к антисемитским идеям. С Фрау Филлис (1925—2004), на которой он женился в 1947 году, он имел четверых детей: Александер Адольф Гитлер (род. в 1949), Лоис Гитлер (род. в 1951), Говард Гитлер (1957—1989, погиб в автокатастрофе) и Брайан Гитлер (род. в 1965). Все четверо сменили фамилию и дистанцировались от Адольфа Гитлера.
Бриджет Элизабет Доулинг (1891, Дублин, Ирландия — 1969, Лонг-Айленд) — невестка Адольфа Гитлера. В 1909 она вышла замуж за Алоиса Гитлера-младшего. Странствовала со своим сыном Уильямом Патриком Гитлером, в 1939 году уехала с ним в США.

### Фамильная ветвь Ангелы
Ангела Гитлер (28 июля 1883, Браунау-ам-Инн — 30 октября 1949; сменила фамилию на Раубаль, затем на Хаммитцш) всегда имела со своим сводным братом Адольфом хорошие отношения. Она вышла замуж за чиновника Лео Раубаля-старшего, в браке родились дети: Лео-младший (1906—1977), Ангела («Гели») (1908—1931) и Эльфриде (1910—1993). Их отец умер в 1910 году. В 1920-е годы Ангела переехала в Мюнхен к Адольфу Гитлеру, затем в «Бергхоф», Оберзальцберг. В 1936 году их отношения с Адольфом всё-таки испортились, и Ангела вместе с Эльфриде переехала в Дрезден, где она вышла замуж за архитектора Мартина Хаммитцша.
Лео Раубаль-младший (2 октября 1906 — 18 августа 1977). Точно о его отношениях с дядей Адольфом Гитлером ничего неизвестно. В частности, неясно, имеет ли он отношение к смерти своей сестры Гели или нет; к тому же противоречивы высказывания по этому поводу. Отчасти Лео даже рассматривался диктатором в качестве любимого племянника. Лео сделал карьеру преподавателя химии, затем, в качестве солдата воевал против СССР, попал в плен под Сталинградом. После плена в 1955 году вернулся в Австрию. Умер в 1977 году во время отпуска в Испании. Имел сына Петера, инженера, который не имеет желания бороться за наследство.
Ангела (Гели) Раубаль (4 июня 1908, Линц — 18 сентября 1931, Мюнхен) со своими матерью и братьями и сёстрами переехала в 1917 году в Вену. В 1923 году, когда ей было 15 лет, её опекуном стал Адольф Гитлер. Сообщается, что она была жизнерадостной девочкой с некоторым числом поклонников, что, по некоторым данным, Адольфу Гитлеру было приятно знать. Имеются спекуляции вокруг возможных любовных отношениях между Гели и Адольфом, но Адольф сам замечал, что отношения между ними были невозможны из-за разницы в возрасте. Незадолго до смерти Гели (1931) между ней и Адольфом произошло выяснение отношений, после чего Гели застрелилась. Её отношения с Адольфом Гитлером показаны в фильме «Племянница — запрещённая любовь» и «Гитлер: Восхождение дьявола» / «Hitler: The Rise of Evil» (Канада, США; 2003, режиссёр Кристиан Дюге, в роли Гели Раубаль — Джена Мэлоун).